# Hochkar
Hochkar je s výškou 1808 m nejvyšší vrchol Göstlingských Alp, nacházejících se na dolnorakousko-štýrské hranici. Tento 20 km dlouhý hřeben dosahuje na východě až k vrcholu Dürrenstein (1878 m) a je součástí Ybbstalských Alp. Zatímco jižní strana spadá prudce do údolí řeky Salza, severní úbočí se mírně svažuje k řece Ybbs. V oblasti Hochkaru se nachází také známá jeskyně, s celkovou délkou přes 600 m.

## Lyžařské středisko
Hochkar je zároveň největší lyžařské středisko předhůří Alp, pověstné svou jistotou sněhu. Na 9 vlecích a lanovkách je zde možno přepravit až 16 000 osob za hodinu z dolní stanice (1380 m) na vrchol (1808 m). Celková délka sjezdovek je 20 km. Vedou na severních svazích čtyř vrcholů Hochkar (1808 m n. m.), Hochkar Vorgipfel (1770 m n. m.), Häsing (1728 m n. m.) a Leckerplan (1782 m n. m.).
Hochkar je domovským střediskem bývalých rakouských lyžařů Thomase Sykory, Andrease Budera a Kathrin Zettelové.

## Doprava
Na Hochkar je možno vyjet osobním autem z Lassingu (místní část Göstlingu an der Ybbs) po mýtné silnici Hochkaralpenstrasse. Mýto se platí jen v létě. Nebo sem z Göstlingu jezdí linkový autobus.